# Чукарец
Чукарец (на албански: Gramoz или Maja e Çukapecit; Çuka e Peçit, на гръцки: Τσιουκαρέτσικ или Τσιουκαπέτσικ, Τσιουκα Πέτσικ, Τσιουκα Ρέσκα, Γράμος, Γράμμος) е най-високият връх на планината Грамос (Грамоща). Върхът е висок 2521 m и е граничен между Гърция и Албания, на него е гранична пирамида № 6.
Изкачването на Чукарец може да стане от Пликати (1240 m) за около 4 часа, от Аетомилица (Денско, 1440 m) и Грамоща (Грамос, 1400 m) за 5 часа.